# Paraminabea aldersladei
Paraminabea aldersladei is een zachte koraalsoort uit de familie Alcyoniidae. De koraalsoort komt uit het geslacht Paraminabea. Paraminabea aldersladei werd in 1992 voor het eerst wetenschappelijk beschreven door Williams. 